# وحید سید عباسی
وحید سیدعباسی بازیکن والیبال اهل ایران است.
وی سابقه حضور در تیم‌های کاله، متین و شهرداری ارومیه را در کارنامه خود دارد.
وی دایی سعید معروف است.